# List

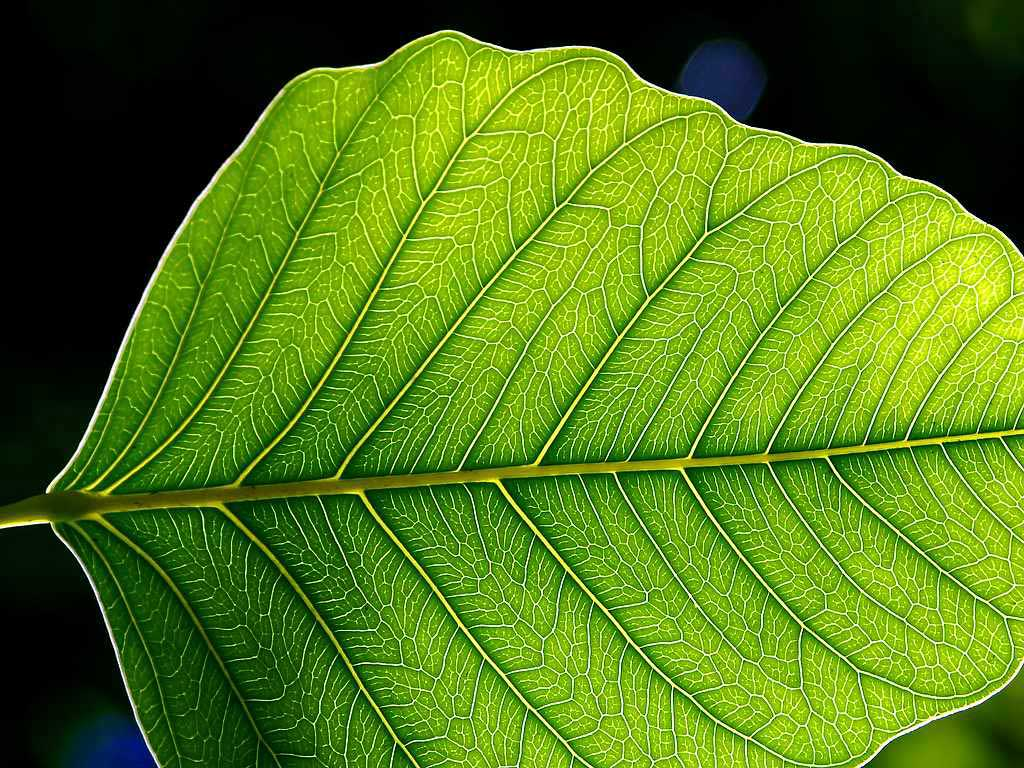
List s výraznou žilnatinou

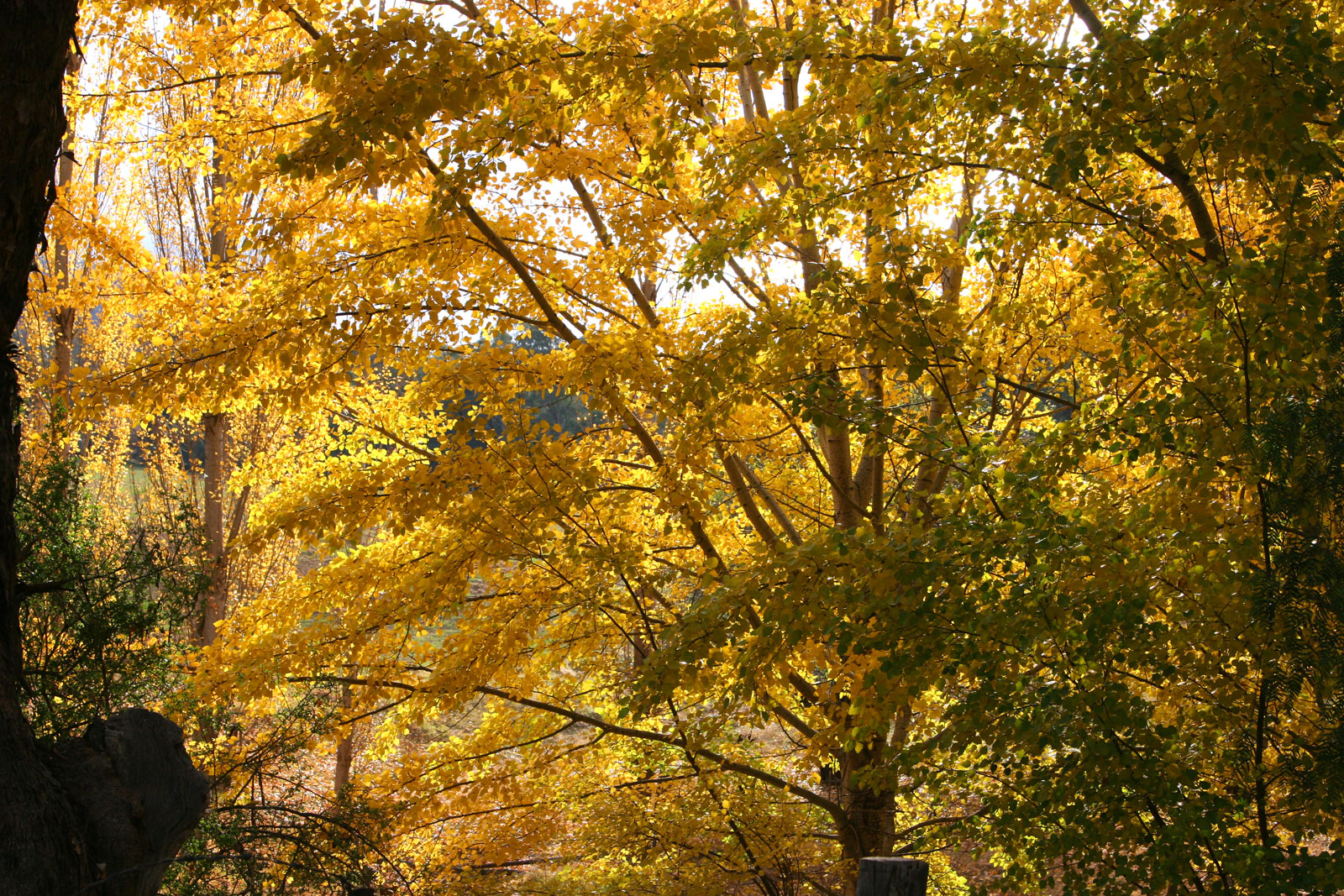
Listy v barvách podzimu

List (folium, fylom) je postranní vegetativní zelený orgán rostlin. Je omezeného vzrůstu[zdroj?] (dosahuje velikosti od několika milimetrů až po 2 metry čtvereční) a zpravidla do plochy rozšířený. Plošné rozšíření listu je evolučně výhodná adaptace rostlinného těla, která umožňuje rostlině efektivnější zachytávání světla listy, tato efektivita pak může být ještě umocněna aktivním nastavením listu vůči světelným paprskům. Listy dělíme na asimilační listy (základní typ), dále děložní lístky a listeny. List má tři základní funkce – výměna plynů s okolním prostředím, fotosyntéza a odpařování vody. Pokud je sucho, tak opadávají, aby zabránily ztrátám potřebné vody.
Listy jsou velmi citlivé na znečištění prostředí, zvláště na vyšší koncentrace sloučenin fluoru nebo oxidu siřičitého.

## Morfologie listů
Listová čepel je buď jednoduchá nebo složená z lístků. Jednoduchá čepel je buď celistvá nebo nejrůznějším způsobem členěná. Podle tvaru a členitosti čepele je celistvý list eliptičný, kopinatý, vejčitý, obvejčitý, okrouhlý, čárkovitý, jehlicovitý, kosníkovitý, trojúhlý, srdčitý, ledvinovitý, střelovitý nebo hrálovitý.
Podle okraje čepele může být celistvý list celokrajný, pilovitý, vroubkovaný, kracovitý, zubatý a vykrajovaný.
Listová čepel je členěná podle tvaru a hloubky zářezu buď dlanitě nebo zpeřeně. Členěné listy rozlišujeme podle hloubky zářezů
- na laločnaté, pokud jsou zářezy do jedné třetiny čepele; pak list označujeme jako peřenolaločnatý a dlanitolaločný,
- pokud zářezy dosahují jedné poloviny čepele, označujeme listy jako peřenoklané a dlanitoklané,
- pokud zářez zasahuje do dvou třetin čepele, hovoříme o listech peřenodílných a dlanitodílných,
- když zářez dosahuje až k hlavní žilce, hodnotíme listy jako peřenosečné a dlanitosečné.

K listům s členěnou čepelí patří listy znožené se znoženou žilnatinou.
Listy složené mají čepel rozdělenou na samostatné lístky a podle uspořádání na vřetenu jsou buď zpeřené nebo dlanitě zpeřené. Zpeřené listy jsou buď sudozpeřené nebo lichozpeřené. Střídají-li se jařma velkých a malých lístků, jedná se o list přetrhovaně zpeřený, např. brambor (Solanum tuberosum). Někteří zástupci čeledi miříkovitých (Apiaceae) a některé kapradiny mají třikrát i vícekrát zpeřené listy. Dlanitě složené listy jsou tvořené z paprsčitě uspořádaných lístků na konci řapíku. Podle počtu lístků jsou trojčetné – např. jetel (Trifolium), čtyřčetné – např. šťavel (Oxalis), petičetné, sedmičetné a mnohočetné, např. vlčí bob mnoholistý (Lupinus polyphyllus).

Různé řapíky listů

Listy také dělíme na řapíkaté (javor, lípa) a bez řapíku (dub letní). Listy bez řapíku jsou buď přisedlé nebo objímavé.

## Anatomická stavba listu

Schéma anatomie listu

Na povrchu listu je pokožka tvořená plochými buňkami – epidermis. Vnější stěna je krytá kutikulou. Součástí epidermis jsou průduchy, trichomy a papily. U dřevin jsou průduchy většinou na spodní straně listů, kdežto u bylin jsou vyvinuty na obou stranách. Jejich hustota se mění podle druhu a může jich být i několik set na 1 mm². Tvar průduchu a struktura sousedních buněk je důležitým diagnostickým znakem. Přebytečná voda je z listů vylučována vodními skulinami – hydatodami, které bývají na špičce listů nebo na okraji zoubků.
Základní pletivo listu je mezofyl. Ten je u bifaciálního listu rozčleněn na svrchní – palisádový parenchym a dolní houbový parenchym. U listů monofaciálních je palisádový parenchym na obou stranách a uprostřed je houbový parenchym. Palisádové buňky jsou protáhlé a obsahují značné množství chloroplastů. Houbový parenchym obsahuje méně chloroplastů, je tvořen laločnatými buňkami a vytváří mezibuněčné prostory pro výměnu plynů a vody.

### Žilnatina
Soubor svazků cévních v listech tvoří žilnatinu neboli nervaturu.
Nejpůvodnějším typem je žilnatina vidličnatá, dochovaná u některých kapradin. Tvoří přibližně stejné žilky, vidličnatě větvené, bez spojení příčnými spojkami – anastomózami. U rostlin dvouděložných se vyskytuje nejčastěji žilnatina zpeřená a dlanitá a vzácněji žilnatina znožená.
- Pro zpeřenou žilnatinu je charakteristická jedna hlavní žilka, která prochází středem listu a z ní odbočují žilky postranní, které se větví, např. list topolu (Populus).
- U jednoděložných rostlin s listy typu konvalinky bývá zpravidla žilnatina souběžná.
- U dlanité žilnatiny vystupuje na bázi listu paprsčitě několik žilek, které se dále větví.
- Při znožené žilnatině vybíhá z báze čepele jediná hlavní žilka, která se větví tak, že další žilky vznikají pouze na zevní straně.
- U jednoděložných rostlin převládá žilnatina rovnoběžná, tvořená žilkami probíhajícími rovnoběžně po celé délce listu nebo souběžná, tvořená žilkami vybíhajícími od báze listu k vrcholu. Rovnoběžnou žilnatinu mají listy lipnicovitých (Poaceae).

Ze stonku do listu přecházejí svazky bez překrucování, dřevo kolaterálního svazku je tedy na vrchní a lýko na vnitřní straně čepele. Kolem žilek jsou parenchymatické nebo sklerenchymatické pochvy.

## Postavení listů na stonku (fylotaxie)

Postavení listů na stonku:
a) střídavé
b) vstřícné (křižmostojné, – otočené o 90°)
c) vstřícné (neotočené)
d) přeslenité

Listy se zakládají na vzrostném vrcholu v určitém sledu a uspořádání. Nejrozšířenější postavení listů je střídavé, při němž základy listů vznikají na vrcholu postupně. U druhů se vstřícnými listy vznikají dva listové základy proti sobě po stranách. Přeslenité listy se vyvíjejí z několika hrbolků současně v jedné rovině. Čas potřebný k založení dvou po sobě následujících listových základů se nazývá plastochron.
Sledujeme-li postavení střídavě uspořádaných listů na stonku, zjistíme, že listy leží na pomyslné genetické spirále a tvoří svislé řady stojící nad sebou, které nazýváme ortostichy. Fylotaxie může být vystižena počtem otáček šroubovice a počtem listů na spirále od nulového až k následujícímu, který stojí nad ním. Poměr se vyjadřuje zlomkem, např. 2/5, 3/8. První zlomek vyjadřuje poměry u dřevin, kde listy stojí střídavě v pěti řadách a šroubovice se otočí dvakrát kolem stonku.

## Listy v pupenech
Způsob složení čepelí a mladých listů v pupenech se označuje jako vernace. Pokud se obě poloviny čepele přikládají k sobě, vzniká vernace složená. Při vernaci nadvinuté, podvinuté, řasnaté, svinuté nebo zmuchlané jde o charakteristické svinutí mladých čepelí v pupenech.
Vzájemná poloha listových základů v pupenu se nazývá listová estivace. Pokud jsou mladé lístky uspořádány spirálovitě, je to estivace svinutá. Jestliže se překrývají, hovoříme o estivaci střechovité.

## Modifikace a metamorfózy listů
Během ontogeneze vzniká na stonku několik rozdílných listových typů (modifikací). Na klíční rostlině bývají zřetelné dělohy, které mají především zásobní funkci. Šupiny vyrůstají ve spodní části stonku nebo chrání základy listů v pupenech dřevin. Výše na stonku pozorujeme lupenité, asimilační listy. Někdy jsou spodnější listy jednodušší a vyšší mívají čepel členitější. Pro některé rostliny je charakteristická heterofylie (různolistost), výskyt dvou výrazně odlišných tvarů. Listeny a listence jsou redukované listové úkazy vyskytující se v oblasti květů nebo květenství. U některých rostlin tvoří listeny tzv. zákrov. Listeny u lipnicovitých (Poaceae) jsou plevy a pluchy.
K největším přeměnám listu dochází při metamorfóze v zásobní orgány. Jsou to většinou nezelené, masité šupiny cibule nebo zelené listy rostlin tlusticovitých. Listové trny vznikají přeměnou listů s palisty, kde zesílením listových svazků vznikají trojdílné trny. U trnovníku akátu (Robinia pseudoacacia) vznikají trny z palistů. Listové úponky hrachu (Pisum sativum) jsou přeměněná vřetena zpeřených listů.
Paždí (úžlabí) je místo v úhlu mezi stonkem a listem.

## Hospodářský význam listů
- potrava – zelí, kapusta, cibule, špenát, salát, čaj,
- koření – vavřín (bobkový list), majoránka,
- léčiva – máta, durman, náprstník,
- průmyslové rostliny – sisal, tabák, konopí,
- pícniny – jetel, traviny.

## Související článek
- Anatomie rostlin